# Museo de Georgia del Sur
El Museo de Georgia del Sur (South Georgia Museum) está ubicado en Grytviken, isla San Pedro (Georgia del Sur), en el Territorio Británico de Ultramar de las Islas Georgias del Sur y Sandwich del Sur (en litigio con Argentina).  

## Historia y funciones
Fue inaugurado en 1991 como museo especializado en ballenas. Luego se ampliaron sus exposiciones para incluir otros temas: el descubrimiento de las islas, la historia de la región y sus aspectos marítimos y naturales, las expediciones de Ernest Shackleton, la industria de la caza de focas y la guerra de las Malvinas.
Para la instalación se renovó y reconvirtió una residencia construida en 1916. Hasta el cierre en 1964 de la base ballenera de Gritviken, fue utilizada como residencia del administrador de la base y de su familia. 
Entre los elementos que se exhiben figura un busto de bronce del explorador Duncan Carse por el escultor inglés Jon Edgar. Carse trazó la cartografía de la isla San Pedro (Georgia del Sur) y el monte Carse, en la misma isla, recibió su nombre en homenaje. También hay un vagón volcador al aire libre. Este vagón pertenecía a las vías férreas que existían en Grytviken y el resto de las factorías.
Es un punto turístico visitado por pasajeros de cruceros y yates. Durante cinco años Tim y Pauline Carr, autores de Antarctic Oasis: Under the Spell of South Georgia, fueron sus curadores y únicos habitantes civiles de la isla, mientras vivían a bordo del yate «Curlew», amarrado en el puerto local. Desde julio de 2006 pasó a ser administrado por el «South Georgia Heritage Trust».
Además de albergar una oficina de correos, el museo también se encarga del mantenimiento de la Iglesia luterana noruega y del cementerio local.

## Algunas piezas del museo

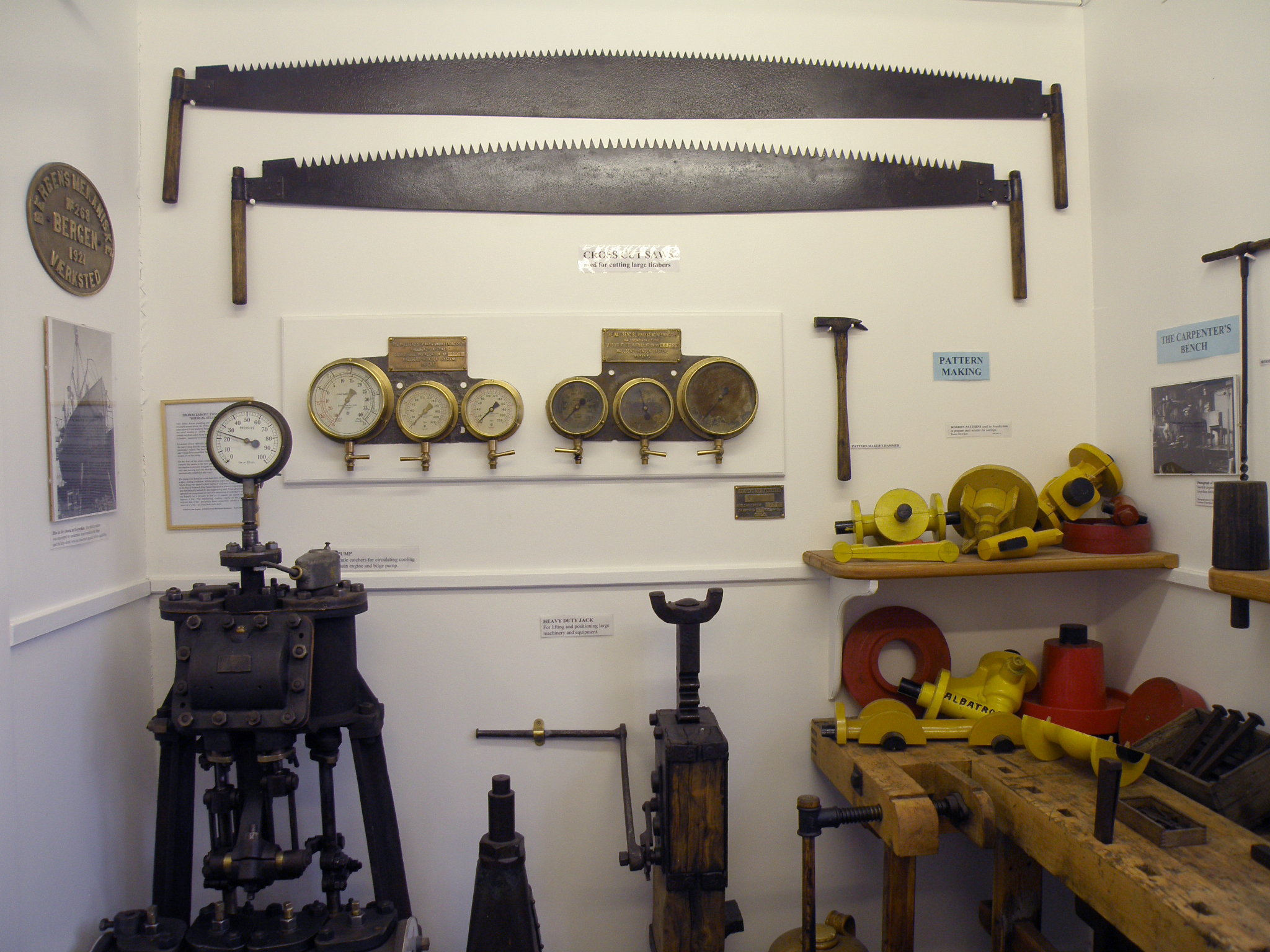
Herramientas y documentos utilizados por los balleneros.
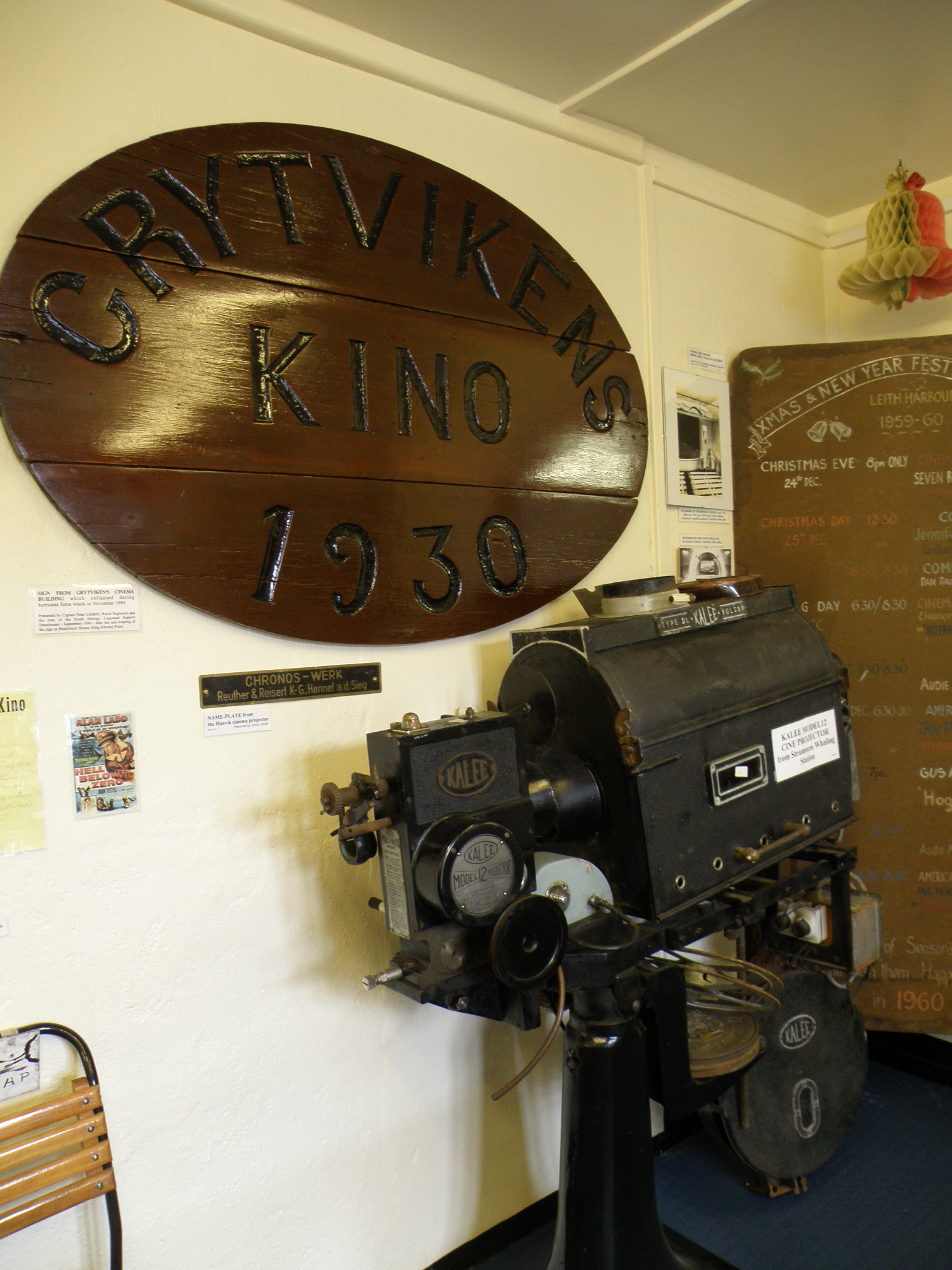
Cartel y proyector del cine Grytvikens Kino.
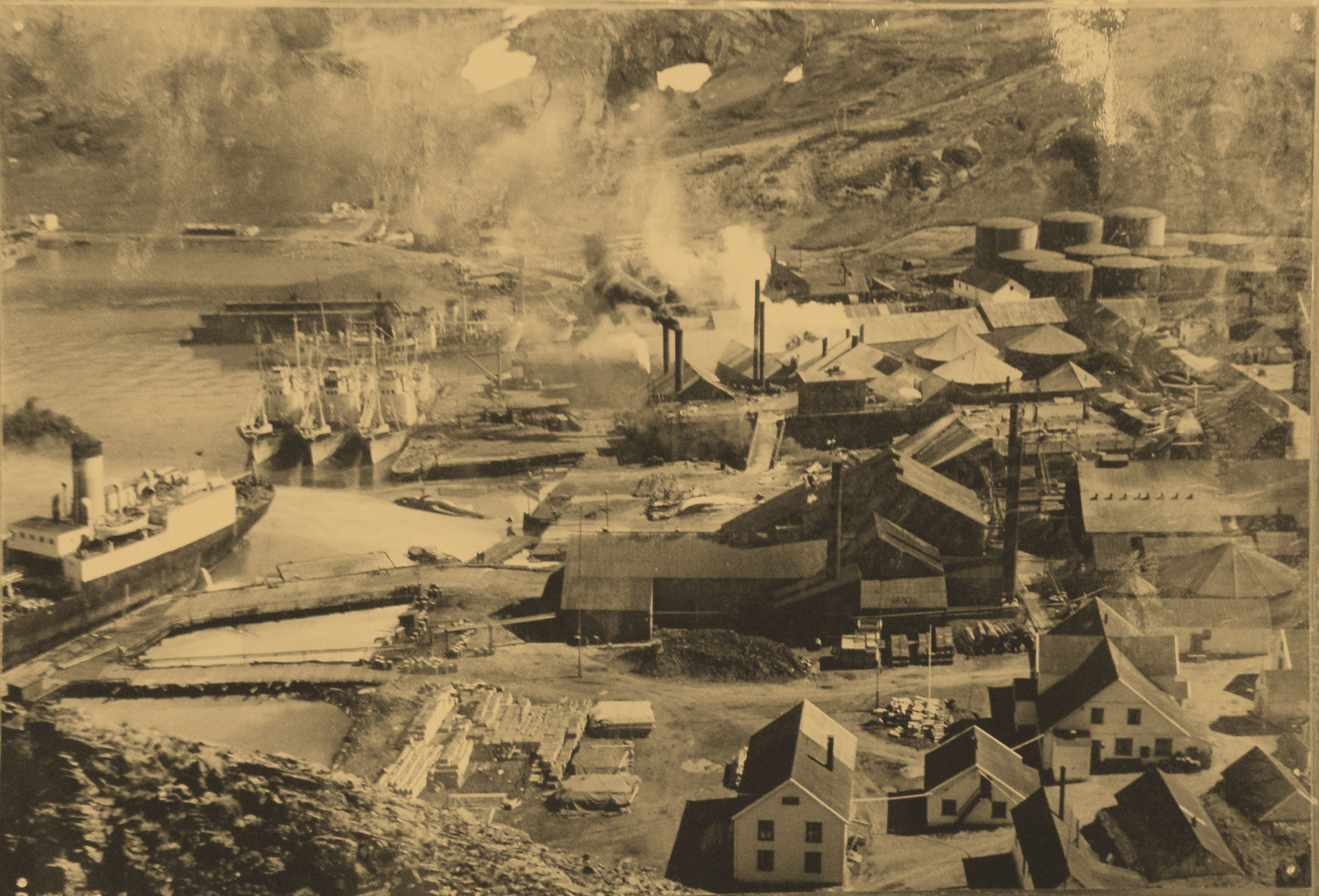
Fotografía de la antigua estación ballenera en plena actividad.
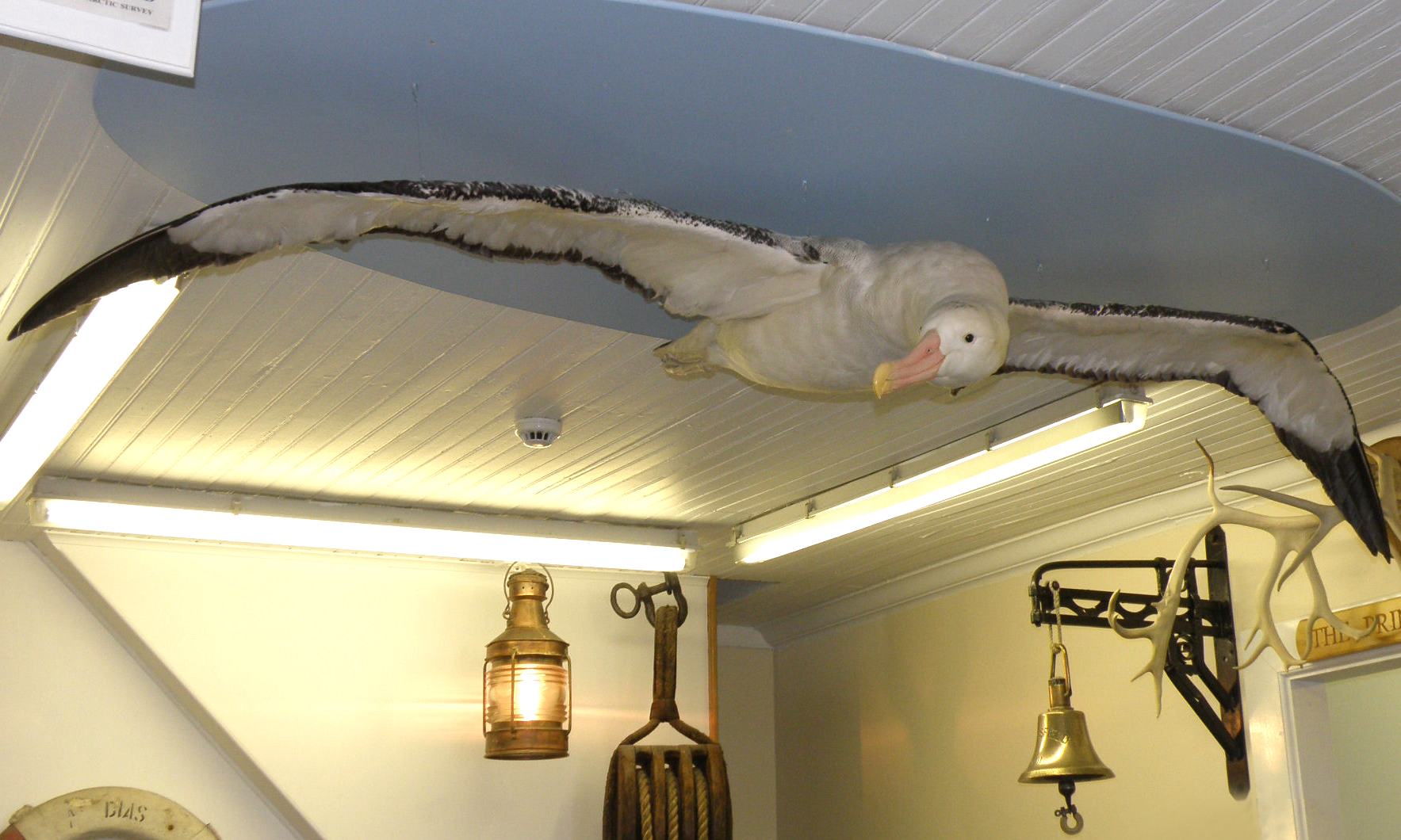
Albatros errante (o viajero) disecado.
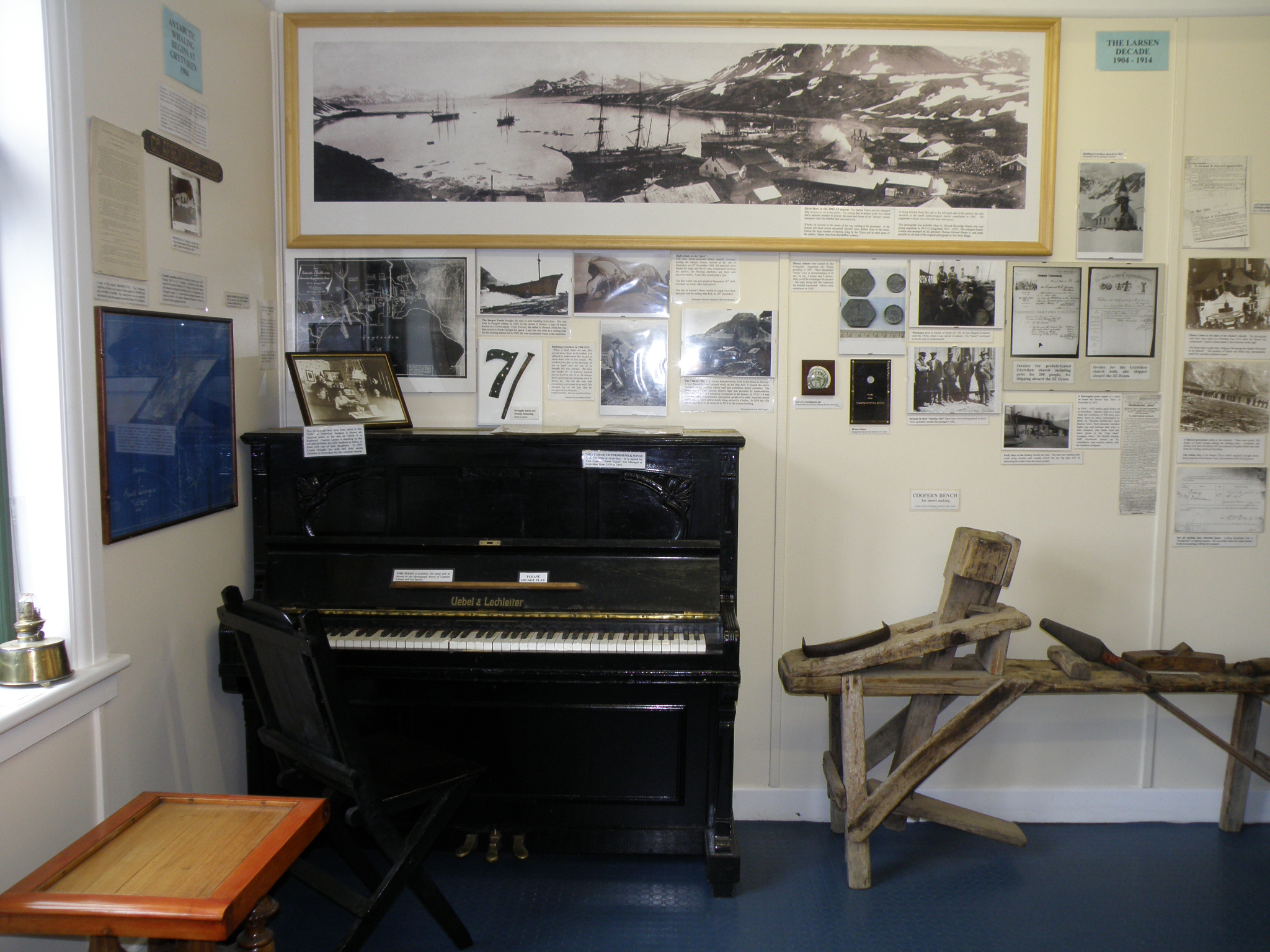
Objetos y documentos pertenecientes al capitán Carl Anton Larsen.